# Duha
Duha (ukr. Дуга) – wieś na Ukrainie, w obwodzie żytomierskim, w rejonie emilczyńskim. W 2001 roku liczyła 80 mieszkańców.